# Escuela cretense

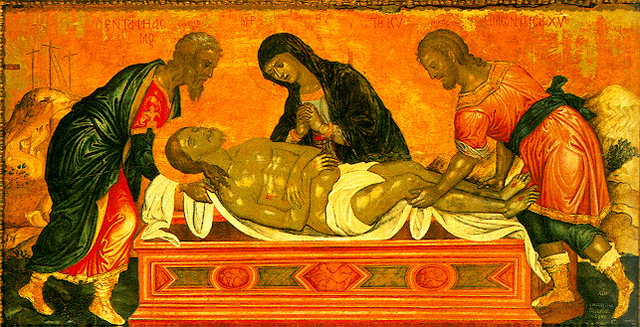
Icono de Emmanuel Tzanes Bounialis, del siglo XVII, (Museo de Pavlos y Alexandra Kanellopoulos, Atenas).

Escuela cretense o escuela de Creta fue una importante escuela pictórica, conocida también con el nombre de escuela postbizantina, movimiento que floreció en la Isla de Creta mientras estaba bajo el control de la República de Venecia entre 1204 y 1669 luego de arrebatárselo al Imperio romano de Oriente. Gracias a esta situación política, y en particular tras la caída de Constantinopla, fue el principal centro artístico cristiano de cultura griega entre los siglos XV y XVII. En este ambiente se desarrolló un particular estilo pictórico  que estuvo influido tanto por la tradición como por los movimientos de trasfondo bizantino y latino. El artista más grande de esta escuela fue El Greco, quien tras dar sus primeros pasos en este ambiente pronto dejó la isla para establecerse en Venecia, abandonando así progresivamente su impronta inicial.

## SigloXV
Durante la Edad Media hubo una fuerte demanda de iconos bizantinos en Europa, y siendo Creta una posesión veneciana desde el año 1204 fue pronto un centro de producción de estas obras de arte. Un ejemplo probable de esta producción es el famoso icono de la virgen María de Roma, llamado Virgen del Perpetuo Socorro, de cuya presencia en Roma hay constancia desde 1499. En aquel momento había pocas diferencias de estilo respecto a los iconos bizantinos clásicos, y la calidad era menor que la de los producidos en Constantinopla.
De este periodo son también numerosos frescos en iglesias y monasterios de la isla, de los cuales alrededor de 850 de los siglos XIV y XV pueden admirarse aún. Los frescos de este periodo son mucho más numerosos que los de periodos precedentes o posteriores.

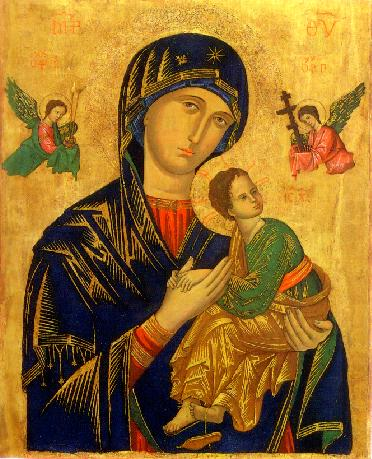
Virgen del Perpetuo Socorro, inicios de la Escuela Cretense, seguramente en Roma desde 1499.

A finales del siglo XV, los artistas cretenses crearon un estilo diferente de pintura de iconos, caracterizado por contornos precisos, una modulación del color de la piel con un color marrón oscuro bajo la pintura, un realce de las mejillas en los rostros, colores brillantes en los vestidos, un diseño geométrico de las arrugas y finalmente una composición del cuadro más equilibrada, o imágenes nítidas, cuerpos esbeltos, pañería lineal y movimientos contenidos. Los artistas más famosos de este periodo fueron Andreas Ritzos (1421-1492), su hijo Nicholas y Angelos Akotantos, que hasta hace poco era considerado un pintor de estilo conservador del siglo XVII; sin embargo, tras el descubrimiento de un testamento fechado en 1436, se deduce que en realidad fue un innovador artista que fusionó los estilos bizantino y occidental, sobreviviendo hasta 1457, año en que el testamento quedó registrado. Resulta interesante el hecho de que el testamento se leyó antes de un viaje a Constantinopla; varios iconos fueron legados a instituciones eclesiásticas, algunas católicas pero mayormente ortodoxas. Otros importantes artistas fueron Andreas Pavias (muerto después de 1504), su alumno Angelos Bizamanos y Nicholas Tzafuris (muerto antes de 1501).

Los archivos venecianos preservan una documentación considerable sobre el comercio de iconos artísticos entre Venecia y Creta, comercio que a finales del siglo XV se había vuelto de producción en masa. Hay documentación de un encargo concreto en 1499 de 700 iconos de la virgen, 500 en estilo occidental y 200 en bizantino, a tres artistas. El encargo lo realizaron dos tratantes de arte, uno veneciano y otro de la Grecia continental, y entre la fecha del pedido y la de la entrega sólo pasaron 45 días. Probablemente la calidad de muchas de dichas obras sería claramente pobre, y el término despectivo Madonneri se empezó a utilizar para describir a estos artistas que pintaban "al por mayor" y que más tarde trabajaron también en Italia, a menudo usando un estilo pseudo-bizantino, y que al parecer eran a menudo personas griegas o dálmatas. Parece que tal producción llevó a que el mercado se inundara de iconos, y numerosas evidencias señalan a que en las siguientes dos décadas el comercio cretense se redujo significativamente, en la medida en que la demanda europea se redujo. En cualquier caso, en lo más alto del mercado los iconos cretenses eran en esa época los mejores del mundo bizantino.

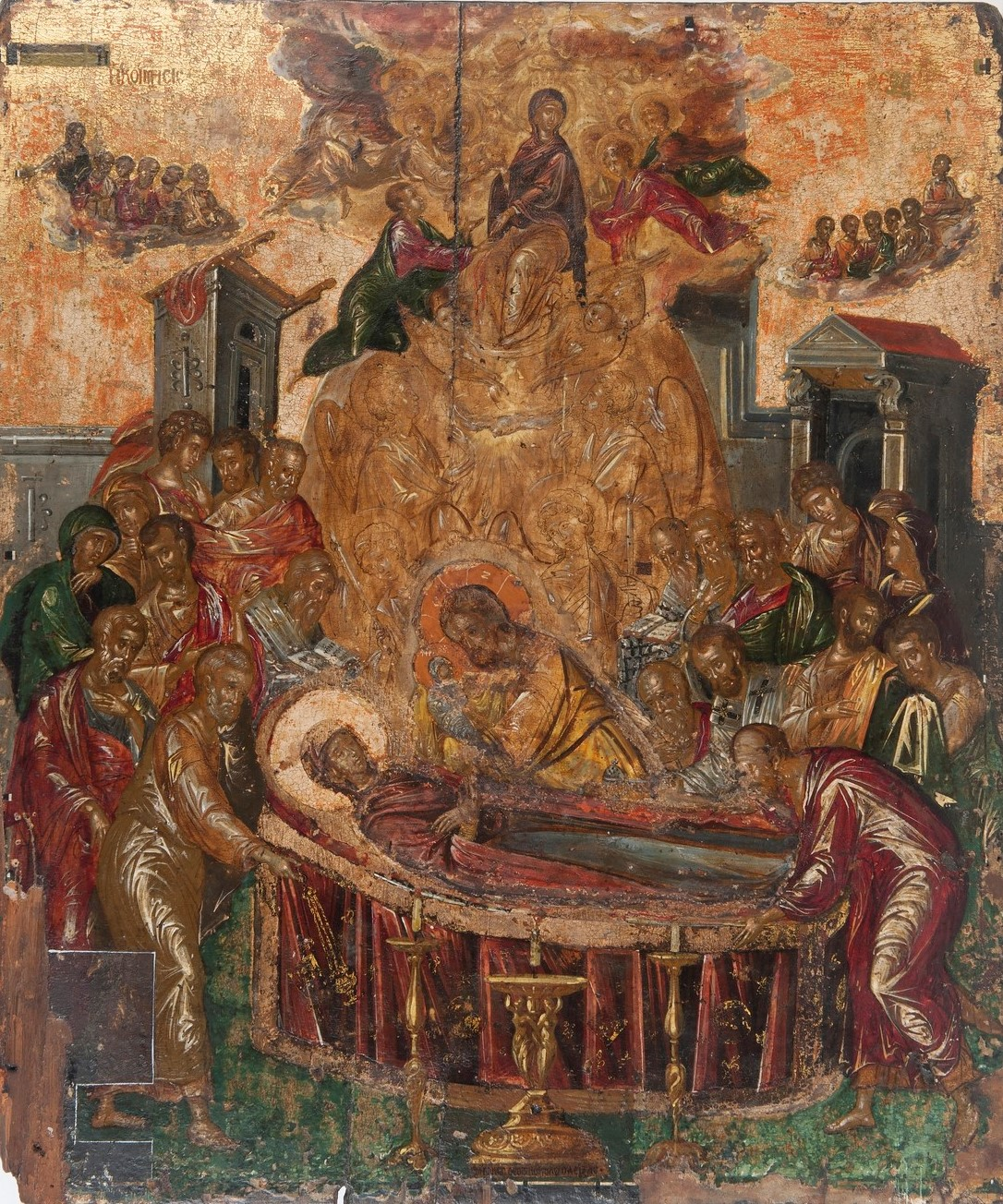
Tránsito de la Virgen de El Greco (antes de 1567, témpera y oro a pincel, 61,4 x 45 cm, en la Catedral del Tránsito de la Virgen, Ermúpoli, Siros), pintada probablemente hacia el final del periodo cretense del Greco. El cuadro contiene elementos post-bizantinos y manierismo italiano.

## SigloXVI
Ha quedado constancia documental de cerca de 120 artistas en Heraclión entre 1453 y 1526, organizados en torno a la Escuela de san Lucas, que era una asociación de pintores de la isla que se basaba en modelos de arte latino. La fusión entre las tradiciones bizantina y latina y la relación amistosa entre las iglesias ortodoxa y católica fueron la base del Renacimiento cretense, un periodo dorado para el arte en la isla, donde florecieron tanto la pintura como la literatura. Algunos pintores eligieron continuar en la estela de la tradición bizantina de Constantinopla, otros recibieron la influencia de los maestros del Renacimiento veneciano, como Giovanni Bellini o Tiziano. Más tarde fue Paolo Veronese quien tuvo influencia sobre esta escuela. En la isla había algunos trabajos de estos maestros o copias de los mismos: en las iglesias católicas de Heraclión se podían encontrar algunas obras de la escuela flamenca, y otras formaban parte de colecciones privadas de ricos mercaderes venecianos y griegos. En particular, en Heraclión una importante iglesia franciscana y un monasterio ortodoxo de monjas poseían una importante colección de las respectivas escuelas pictóricas.
Algunos documentos de la época muestran dos estilos de pintura: el de influencia griega, en línea con el estilo bizantino, y el de influencia latina. Ambos estilos eran dominados por maestros cretenses como Miguel Damasceno, que evidenciaban un marcado eclecticismo y eran utilizados según los encargos. Era posible encontrar ambos estilos en la misma obra, uno junto al otro. La fama de estos artistas se difundió por Grecia y toda la cuenca del Mediterráneo. Al inicio del siglo XVI la fama de estos pintores vuelve con un gran auge también a Europa, al haber renovado los motivos pictóricos y ajustado la iconografía a los nuevos gustos de la clientela occidental.
| - Dos estilos en la obra de Miguel Damasceno - Miguel Damasceno, Icono de la Santa Liturgia. Composición esencialmente en estilo ortodoxo, pero con influencias occidentales, en particular en la figura de Dios Padre. - Miguel Damasceno, Escenas de un martirio. Concebido en estilo veneciano. |

### Artistas delsigloXVI

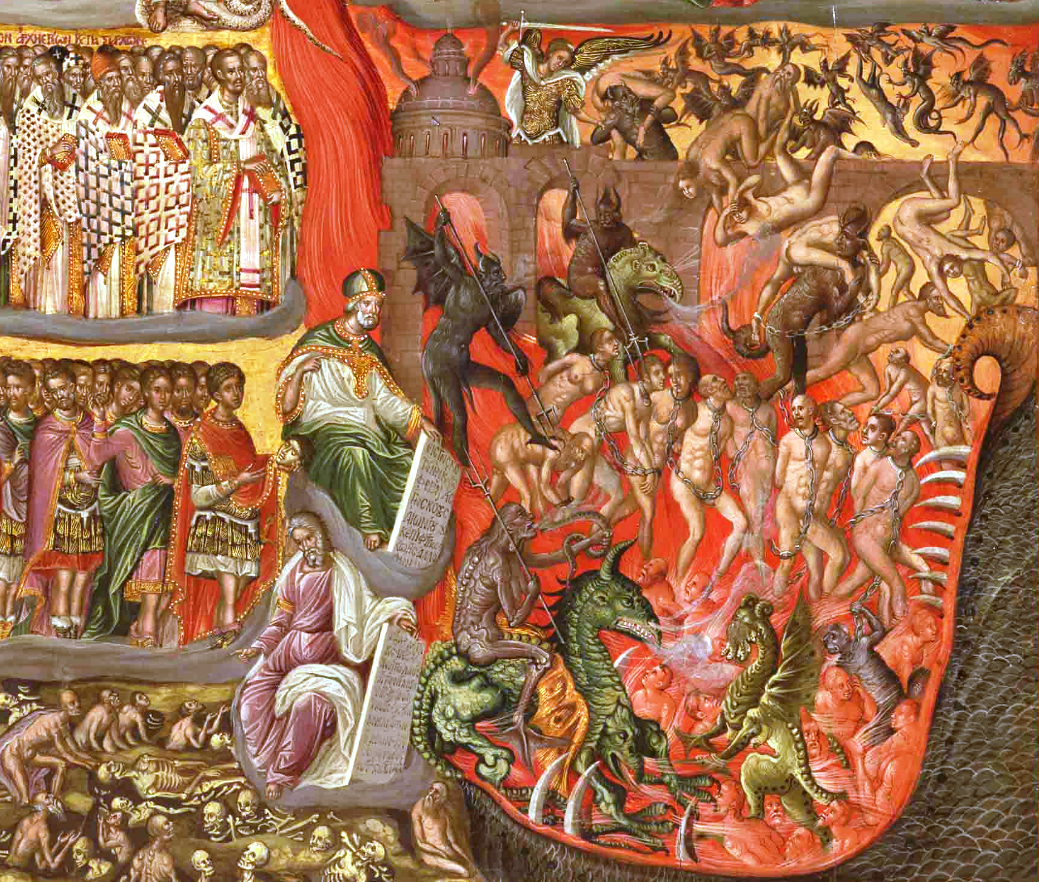
Georgios Klontzas, finales del. Detalles del infierno en un cuadro de la Segunda Venida.

Además del Greco, los mayores artistas de este periodo fueron Theophanis Strelitzas (Θεοφάνης Στρελίτζας), conocido como Teófanes de Creta, Miguel Damasceno (Μιχαήλ Δαμασκηνός), y Georgios Klontzas (Γεώργιος Κλόντζας). Varios miembros de la familia Lambardos fueron asimismo artistas válidos que afortunadamente tenían la costumbre, tal vez adquirida antes que en occidente, de firmar sus obras, cosa que no sucedía en la tradición oriental.
Teófanes de Creta fue un artista relativamente conservador. Su primer trabajo está datado en 1527, y todos los trabajos conocidos del pintor están situados en el área del mar Egeo. Fue el más importante artista de esta escuela en su tiempo, elementos iconográficos y estilísticos de tipo latino pero manteniendo esencialmente el espíritu bizantino.
La formación intelectual y artística juvenil del Greco se desarrolló en este ambiente. En 1563, con veintidós años, El Greco es descrito en un documento como maestro (maestro Domenigo), por lo tanto ya era probablemente responsable de un taller. Pocos años después abandonó la isla para ir a Venecia y no volvió nunca. 
En la segunda mitad del siglo XVI muchos artistas cretenses se trasladaron a Venecia, confiando en una mayor notoriedad y trabajo. A diferencia del Greco, los otros artistas de la escuela cretense no modificaron sustancialmente su estilo y sus métodos de trabajo. Simplemente incorporaron algunos motivos de estilo latino en un contexto que permanecía sustancialmente bizantino. Algunos expertos parten de un análisis perceptivo del modo en el que El Greco se distinguió de los otros artistas cretenses activos en Venecia, mientras que otros sostienen que ningún otro pintor de aquella escuela aceptó los cambios introducidos por el Renacimiento, manteniéndose pues fieles a su propio estilo. En el caso de Miguel Damasceno, este volvió a Creta tras solo tres años en Venecia, y permaneció allí hasta su muerte.

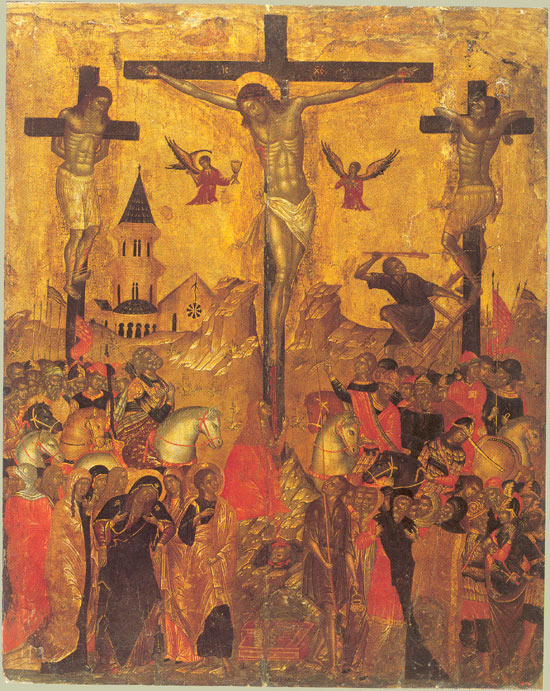
Crucifixión, Emmanuel Lambardos,.

## SigloXVII
Emmanuele Tzanes (Εμμανουήλ Τζάνες, 1610-1690), Emmanuele Lambardos (Εμμανουήλ Λομβάρδος) y Theodoros Poulakis (Θεόδωρος Πουλάκης, 1622-1692) fueron eminentes representantes de la escuela cretense en este siglo. La escuela cretense siguió floreciendo hasta la mitad de este siglo, cuando el Imperio otomano ocupó toda la isla excepto Heraclión, que cayó tras una resistencia de veinte años en 1669. Tras la ocupación otomana de la isla, el centro de la pintura griega se trasladó hacia occidente a las Islas Jónicas, que permanecieron bajo control veneciano hasta las Guerras Napoleónicas. En este ambiente floreció un nuevo movimiento artístico llamado Escuela de las Islas Jónicas, que sufrió un mayor influjo occidental. Muchos artistas cretenses se trasladaron a estas islas para disfrutar de la libertad artística que reinaba. Incluso cuando las islas fueron ocupadas por Francia y posteriormente por Inglaterra, se mantuvieron como punto de referencia del arte griego hasta la independencia de 1830.

### Escuela cretense
- Varios autores, From Byzantium to El Greco, Museo de Arte Bizantino, Atenas 1987.
- Manolis Chatzidakis en The Icon, Evans Brothers Ltd, Londres 1982, ISBN 0-237-45645-1.
- Robin Cormack, Painting the Soul; Icons, Death Masks and Shrouds, Reaktion Books, Londres 1997.
- David Talbot-Rice, Byzantine Art 3ª edición, Penguin Books Ltd, 1968.

### El Greco
- Xavier Bray, El Greco, National Gallery Company, Londres 2004, ISBN 1-85709-315-1.
- Jonathan Brown, El Greco and Toledo, capítulo en El Greco of Toledo (catálogo), Little Brown, 1982, ASIN B-000H4-58C-Y.
- Marina Lambraki-Plaka, El Greco-The Greek, Kastaniotis, 1999, ISBN 960-03-2544-8.
- Richard G. Mann, Tradition and Originality in El Greco's Work en Journal of the Rocky Mountain 2002, 23:83-110.
- Nikolaos M. Panayotakis, The Cretan Period of the Life of Doménicos Theotocópoulos, capítulo en Festschrift in Honor of Nikos Svoronos, Volume B, Crete University Press, 1986.